# Cristo entre los doctores (Cima da Conegliano)
Cristo entre los doctores es un cuadro al óleo del pintor renacentista italiano Cima da Conegliano. El tema elegido por el pintor se narra en el relato bíblico de Lucas 2:41-50, uno de los más representados por el arte.
La obra está inspirada en una de Durero de finales del siglo XV, de acuerdo con una iconografía popular en el área veneciana de principios del siglo XVI. La versión que hace Cima muestra a Cristo de medio cuerpo, aislado y en el centro de un semicírculo formado por los sabios, ocho en total, que expresan diversos gestos.